# فنسنت بيازا
فنسنت بيازا (بالإنجليزية: Vincent Piazza)‏ هو ممثل أمريكي، ولد في 25 مايو 1976 بنيويورك في الولايات المتحدة.

## أعمال

### أفلام
- (2014) جيرسي بويز[5][6]

## وصلات خارجية
- فنسنت بيازا على موقع IMDb (الإنجليزية)
- فنسنت بيازا على موقع ألو سيني (الفرنسية)
- فنسنت بيازا على موقع أول موفي (الإنجليزية)
- فنسنت بيازا على موقع ديسكوغز (الإنجليزية)
- فنسنت بيازا على موقع قاعدة بيانات الفيلم (الإنجليزية)
- فنسنت بيازا على موقع كينوبويسك (الروسية)